# Kalenice

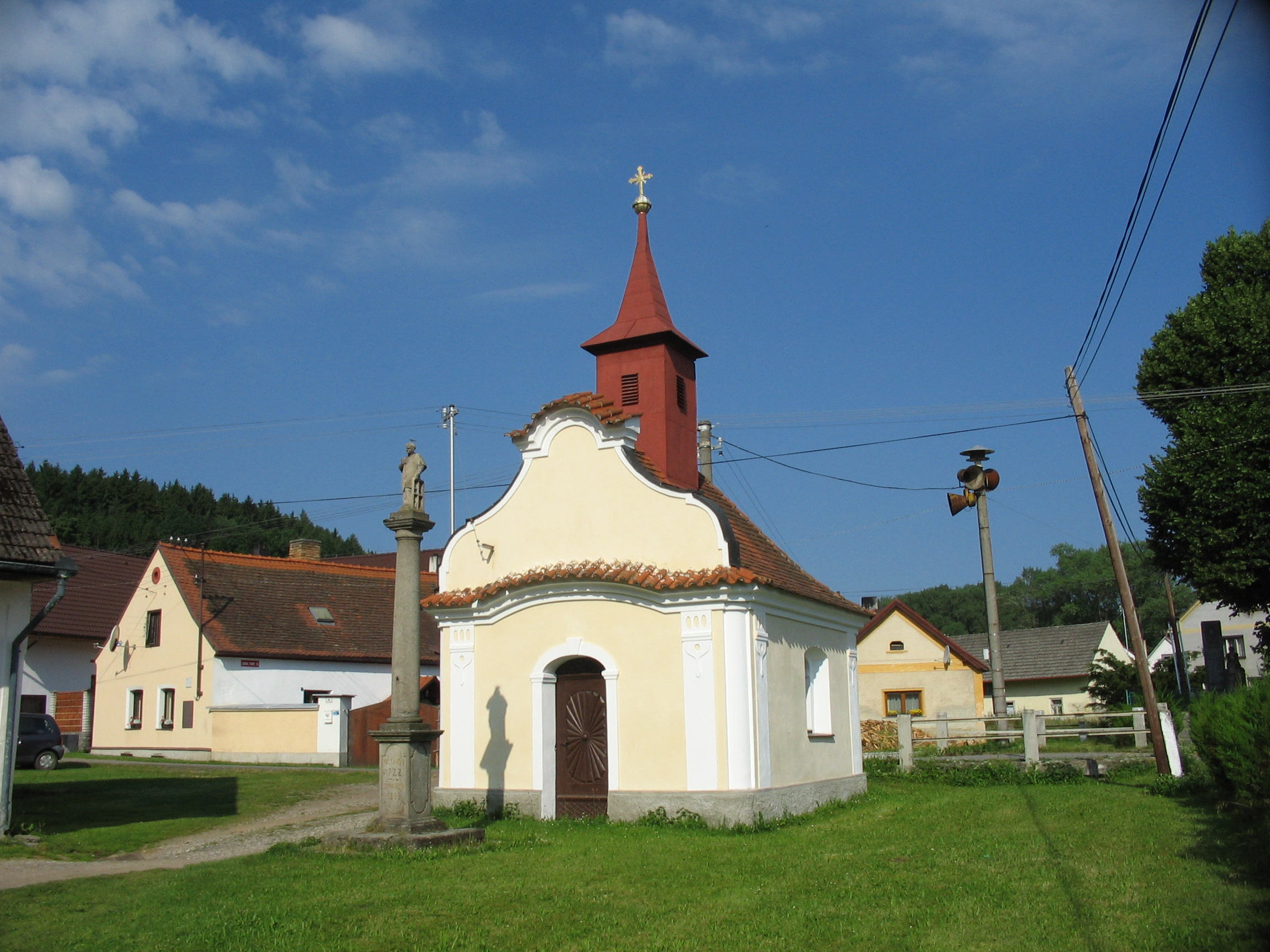
Kapelle und Laurentiussäule

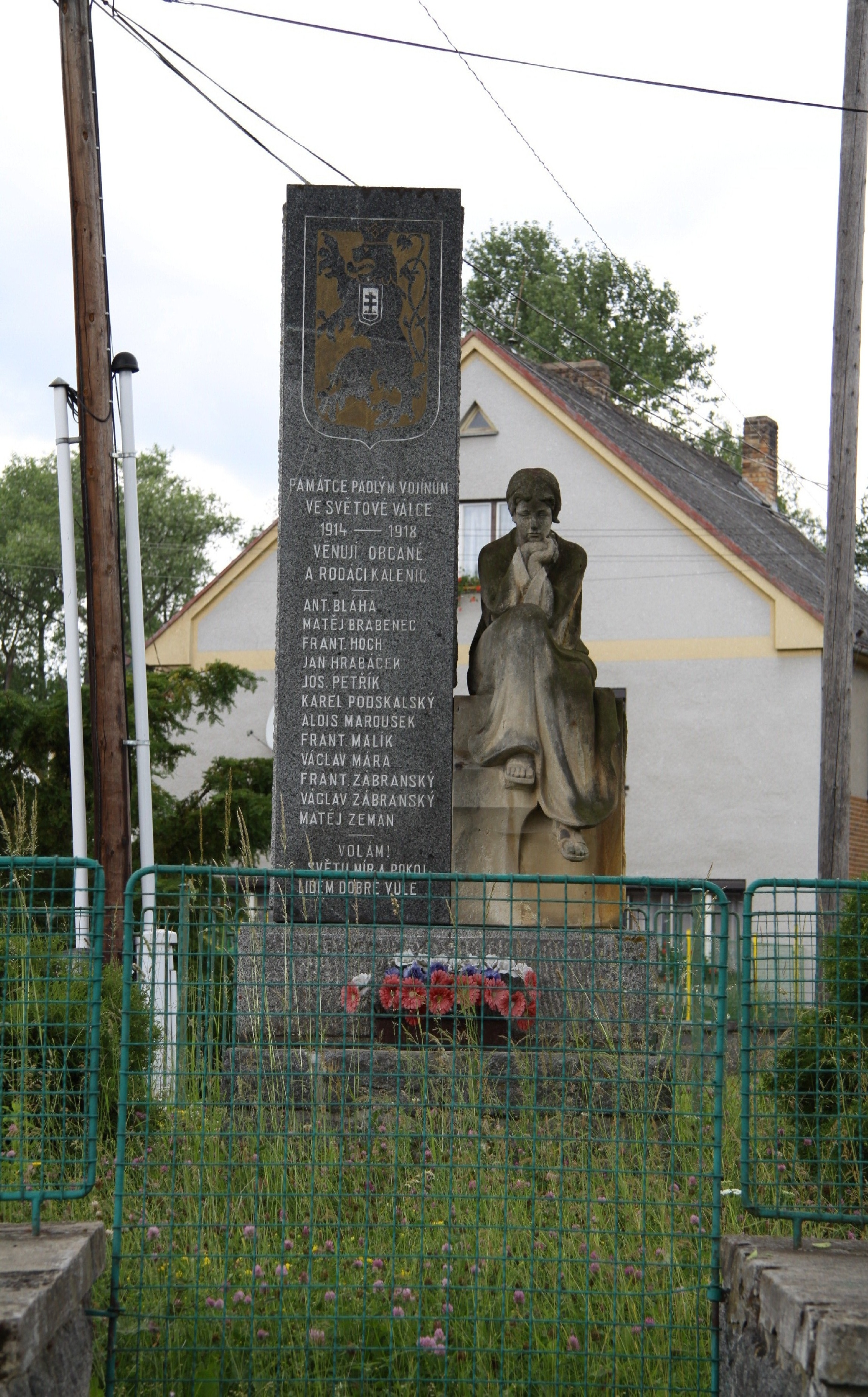
Gedenkstein für die Gefallenen des Ersten Weltkrieges

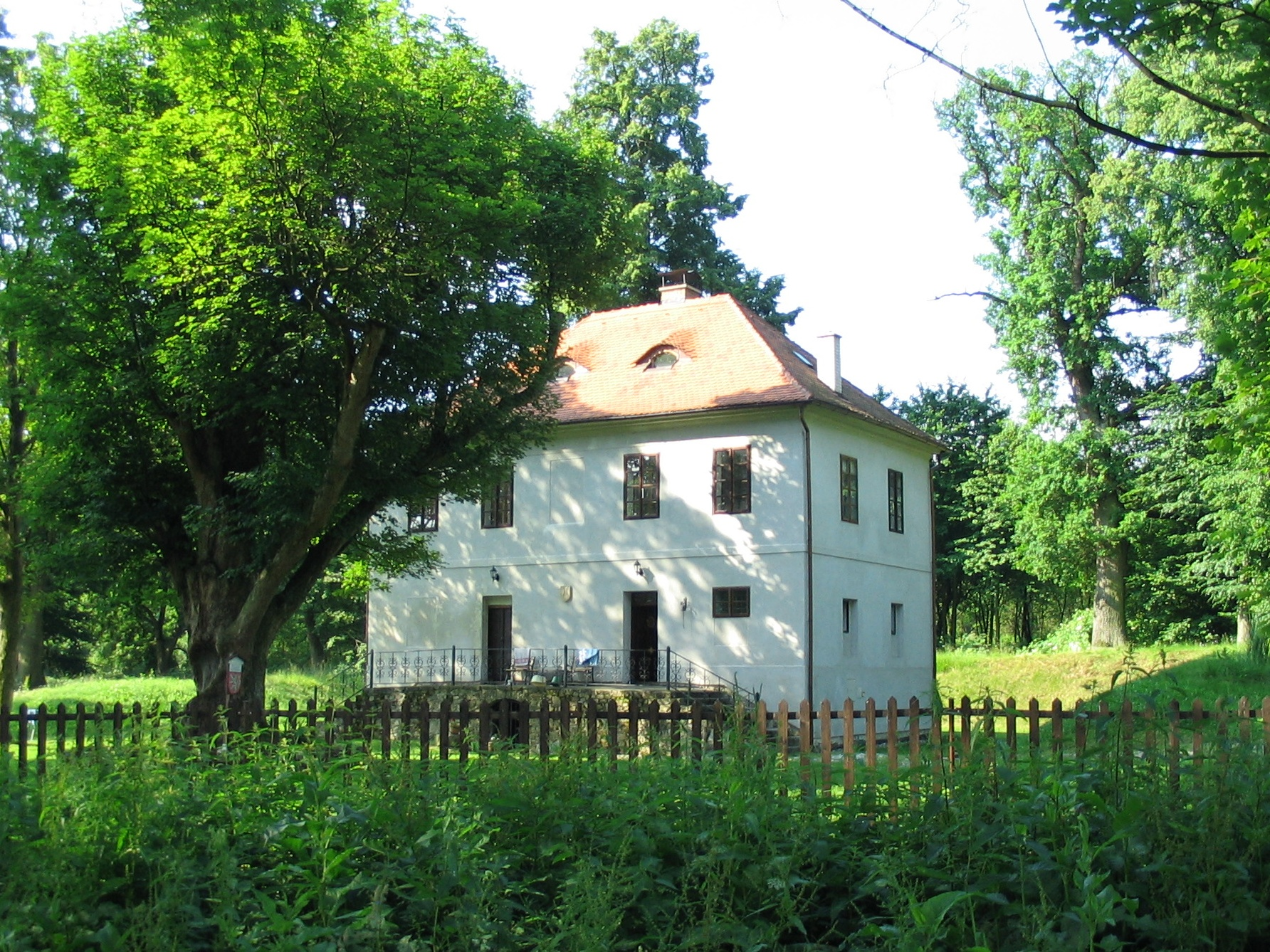
Hvížďalka

Kalenice [ˈkalɛɲɪt͡sɛ] (deutsch Kallenitz, auch Kalenitz) ist eine Gemeinde in Tschechien. Sie liegt sechs Kilometer südlich von Horažďovice in Südböhmen und gehört zum Okres Strakonice.

## Geographie

### Geographische Lage
Kalenice befindet sich am Oberlauf des Baches Kalenický potok im Vorland des Böhmerwaldes. Nördlich erheben sich die Osenice (586 m) und der Pískařov (561 m), im Osten die Smrtí hora (519 m), südlich der Turkovický vrch (564 m) und der V Hájí (557 m), im Südwesten der Stráž (584 m) sowie westlich die Dubičí (603 m). Am nordwestlichen Ortsausgang liegen die Teiche Velký rybník und Bosák, nordöstlich außerhalb des Dorfes der Kalenický rybník.

### Gemeindegliederung
Für die Gemeinde Kalenice sind keine Ortsteile ausgewiesen.

### Nachbargemeinden
Nachbarorte sind Boubín, Veřechov und Svaté Pole im Norden, Kozlov, Střelské Hoštice, Na Vidrolce und Horní Poříčí im Nordosten, Svatá Trojice, Ovčín und Kladruby im Osten, Nové Dvory, Štěchovice, Přípilka und Volenice im Südosten, Ohrazenice und Krejnice im Süden, Frymburk, Domoraz und Lázna im Südwesten, Kejnice, Žichovice und Rabí im Westen sowie Bojanovice, Hejná, Karlovce und Karlov im Nordwesten.

## Geschichte
Die erste schriftliche Erwähnung des Dorfes erfolgte in einer Schenkungsurkunde des Herzogs Břetislav I. vom 18. Oktober 1045 an das Benediktinerstift Breunau, bei der es sich jedoch um ein Breunauer Falsifikat aus dem 13. Jahrhundert handelt. In der zweiten Hälfte des 14. Jahrhunderts wurde Kalenice zum Stammsitz der Vladiken Kalenický von Kalenice. Als erster dieses Geschlechts besaß 1374 Jaroslav Kalenický von Kalenice die Feste. In den Büchern des Prager Kapitels wurde 1418 in Kalenice eine Pfarrkirche mit Friedhof erwähnt. Bis 1430 besaß Hynek Kalenický von Kalenice das Gut, ab 1442 gehörte es den Brüdern Petr, Beneš, Otík und Jindřich Sádlo von Kladrubec. Da Petr Sádlo von Kladrubec die Gegend durch Raubzüge unsicher machte, ließ der Hauptmann des Prachiner Kreises dessen Festen schleifen. Am 16. Mai 1530 wurden die Feste und die Siedlung Kalenice niedergebrannt und dem Erdboden gleichgemacht. Später wurde im Tal unterhalb des alten Standortes ein neues Dorf angelegt. Seit 1553 waren die Malovec von Malovice auf Kalenice Besitzer des Gutes, ihnen folgten 1569 die Boubínský von Újezd und ab 1601 die Ježovský von Luby, die den Besitz bis zum Ende des 17. Jahrhunderts hielten. Seit 1702 gehörte das Gut Anna Elisabeth Kotz von Dobrz, geborene Jakardovská von Sudice. Von Jan Hynek Ignác und Jáchym Štěpán Kotz von Dobrz erwarb 1765 Johann Nepomuk Friedrich Reichsfürst von Lamberg das Gut und schloss es an die Fideikommissherrschaft Schichowitz an. Er verstarb 1797 ohne Nachkommen. Durch das Erlöschen der reichsfürstlichen Linie fielen deren Würde, Güter und Ämter an Johann Friedrichs Neffen Karl Eugen († 1831) aus der jüngeren Linie der Lamberger, der damit zum Reichsfürsten von Lamberg, Freiherrn von Ortenegg und Ottenstein auf Stöckern und Amerang erhoben wurde. Karl Eugen von Lamberg trennte das Allodialgut Kalenitz 1803 wieder von der Fideikommissherrschaft Schichowitz ab und verkaufte es an Joseph Johann Ritter von Puteany. Nach seinem Tode fiel es seiner Tochter Karoline Jentschik von Ježowa zu. Im Jahre 1840 umfasste das Gut Kalenitz eine Nutzfläche von 667 Joch 1112 Quadratklafter. Es besaß Braurechte, braute jedoch nicht mehr. Zum Gut gehörten nur das gleichnamige Dorf und zwei Häuser von Koynitz. Das Dorf Kalenitz bestand aus 41 Häusern mit 218 tschechischsprachigen Einwohnern. In Kalenitz bestanden ein obrigkeitliches Wohnhaus (Hvížďalka), ein Meierhof und eine Schäferei. Der Meierhof war Sitz der Amtskanzlei, deren Wirtschaftsamt auch das benachbarte Gut Kladrub verwaltete. Pfarrort war Wolenitz.
Bis zur Mitte des 19. Jahrhunderts war Kalenitz das Amtsdorf für die Güter Kalenitz und Kladrub.
Nach der Aufhebung der Patrimonialherrschaften bildete Kalenice/Kalenitz ab 1850 eine Gemeinde in der Bezirkshauptmannschaft Strakonice und dem Gerichtsbezirk Horažďovice. Ab 1861 gehörte das Gut der Familie Kräutner, nach 1881 der Familie von Taschek und ab 1924 der Familie Panoš. Im Jahre 1880 hatte des Dorfes 320 Einwohner, zehn Jahre später lebten in den 48 Häusern von Kalenice 361 Personen. 1949 wurde die Gemeinde dem neu gebildeten Okres Horažďovice zugewiesen und kam nach dessen Aufhebung im Jahre 1960 zum Okres Strakonice zurück. Am 1. Januar 1976 wurde Kalenice nach Volenice eingemeindet. Nach einem Referendum löste sich Kalenice am 24. November 1990 wieder von Volenice los und bildete eine eigene Gemeinde. Seit 1993 führt Kalenice ein Wappen und Banner; das rote Schild mit den silbernen Büffelhörnern im Wappen geht auf die Kalenický von Kalenice zurück.

## Kultur und Sehenswürdigkeiten
- Ehemalige Feste Hvížďalka auf dem Platz „Na Starosti“ am Südrand des Dorfes, an der Stelle der 1530 niedergebrannten Feste entstand in der ersten Hälfte des 18. Jahrhunderts ein barockes Schlösschen. Die Schmuckelemente gingen bei späteren Umbauten zu einem Wohngebäude verloren. Erhalten sind Reste des Grabens und Wälle der alten Feste.
- Speicher des Meierhofes aus dem Jahre 1708
- Barocke Kapelle des hl. Franz von Assisi aus dem Dorfplatz, errichtet 1832
- Laurentiussäule vor der Kapelle, geschaffen 1722 als Pestsäule

## Söhne und Töchter der Gemeinde
- Ignaz Spiro (1817–1894), böhmischer Großindustrieller und Papierfabrikant